# Dragon Ball Z - Sfida alla leggenda
Dragon Ball Z - Sfida alla leggenda (危険なふたり！超戦士はねむれない?, Kiken na Futari! Sūpā Senshi wa Nemurenai, lett. "Pericoloso duo!! Non c'è mai pace per i super guerrieri") è un film d'animazione del 1994
diretto da Shigeyasu Yamauchi.
Si tratta del 10° film di Dragon Ball Z, nonché il 2° film dove appare Broly, il Super Saiyan leggendario dalla forza spropositata. Ma, stavolta, Son Goku è morto e Son Goten, Trunks, Son Gohan e anche Videl sono gli unici che lo possono fermare.

## Trama
Sette anni dopo aver salvato la Terra dalla minaccia di Cell, una navicella con a bordo il Saiyan Broly in fin di vita si schianta sulla terra. Nel frattempo Videl, Son Goten e Trunks sono in missione alla ricerca delle sette sfere del drago. Durante la ricerca dell'ultima sfera il gruppo si imbatte in un povero villaggio rurale caratterizzato dalla presenza di numerosi cristalli. Il gruppo si interroga sul perché la popolazione sia così povera nonostante l'abbondanza di ricchezze, e la risposta non tarda ad arrivare: uno sciamano con al collo l'ultima sfera del drago svela che il villaggio è sotto costante attacco di un mostro. Inorriditi dalla volontà dello sciamano di offrire sacrifici umani per scacciare il mostro e cogliendo la palla al balzo, il gruppo si offre di sconfiggere la creatura in cambio della sfera del drago. Dopo aver ucciso con facilità un grosso dinosauro che nulla può contro le capacità di Goten e Trunks, Videl ha una discussione con Goten e lo schiaffeggia. L'urlo del bambino inconsapevolmente risveglia in lontananza l'odio cieco di Broly, che nella sua mente scambia il pianto di Goten con quello di Goku.
Il mattino seguente, svegliata da forti esplosioni, Videl si imbatte in Broly e inconsapevole di chi sia lo ingaggia in combattimento. Prima che possa uccidere la ragazza, Goten e Trunks sopraggiungono sul luogo scagliandosi contro il guerriero. Nonostante i due bambini siano dei Super Saiyan nulla possono contro la forza inaudita di Broly, e vengono salvati solamente dall'arrivo tempestivo di Son Gohan. Sapendo di essere completamente surclassato, Gohan decide di combattere Broly così da guadagnare abbastanza tempo al resto del gruppo per mettere assieme le sfere del drago ed evocare Shenron, per chiedere al drago di uccidere Broly prima che sia troppo tardi. Il piccolo Goten però non conosce la formula per evocare il drago, e la forte esplosione causata da una delle sfere di energia di Broly disperde tutte le sfere.
Capendo di essere l'ultimo baluardo a difesa della terra Gohan richiama a sé tutta la sua potenza e si trasforma anch'egli in un Super Saiyan, mentre Broly risveglia il Super Saiyan leggendario. Nonostante sia completamente travolto dalla straripante potenza del leggendario Saiyan, Gohan riesce ad assestare comunque degli ottimi colpi, e sapendo di non poter battere l'avversario di pura potenza, sceglie di giocare d'astuzia e di sacrificarsi facendosi inseguire ad altissima velocità da Broly all'interno di un vulcano attivo. Gohan viene salvato dal repentino intervento di Piccolo, mentre Broly affoga nella lava.
I festeggiamenti hanno però vita breve, poiché Broly, nonostante sia vistosamente ferito, riemerge dalla lava più rabbioso di prima. Dopo aver eliminato rapidamente Piccolo (che in realtà era Crilin con gli stessi abiti di Piccolo), riprende sadicamente a malmenare Gohan, esausto. Videl, che non riesce a vedere il suo fidanzato così brutalmente massacrato, si getta contro Broly, che la schiaffeggia via. Gohan, risvegliato dal gesto della sua fidanzata, utilizza ogni briciolo di energia rimasta per trasformarsi nuovamente e scagliare una potentissima Kamehameha contro il Super Saiyan leggendario. In quest'ultima prova di forza Broly risponde col suo colpo più potente, l'Esplosione Omega. La sfera d'energia di Broly è mostruosamente potente, e nel tentativo di continuare a respingere l'attacco del nemico ed evitare che distrugga la terra, Goten unisce la sua Kamehameha a quella del fratello. Anche in due lo scontro energetico è in favore di Broly, ma proprio mentre Gohan sussurra  «vorrei che papà fosse qui» sembra che le sfere del drago si risveglino richiamando sulla terra Son Goku. I tre, con l'aiuto di Trunks che distrae Broly, uniscono le loro onde energetiche e spazzano via il leggendario Saiyan contro il Sole, obliterandolo una volta per tutte. Goku svanisce così come è apparso, lasciando il gruppo a domandarsi se Goku sia davvero apparso ad aiutarli o sia stata tutta la loro immaginazione dettata dal voler difendere la Terra.

## Distribuzione

### Edizione italiana
Il primo doppiaggio italiano del film, usato per l'uscita in VHS e per la trasmissione su Rai 2 nel 2001, fu eseguito dalla Coop. Eddy Cortese di Roma e diretto da Fabrizio Mazzotta, con un cast differente da quello della serie TV. La terminologia venne mantenuta fedele alla versione italiana del manga.
Il film fu ridoppiato nel 2003 dal cast italiano di Dragon Ball Z per la trasmissione in tre episodi (intitolati "Il mostro della montagna", "Un avversario implacabile" e "Un aiuto dal cielo") su Italia 1 nella serie Dragon Ball: La saga. Il ridoppiaggio fu effettuato dalla Merak Film di Milano e diretto da Paolo Torrisi su dialoghi di Manuela Scaglione e Tullia Piredda in buona parte trascritti da quelli del primo doppiaggio. Tuttavia ci sono varie differenze in questo adattamento rispetto al precedente. Tra le principali: 
- la terminologia venne cambiata utilizzando quella dell'adattamento italiano della serie TV;
- alcuni dialoghi vennero modificati per mitigare insulti e termini inadatti a un pubblico infantile;
- vennero aggiunti "pensieri" di pura fantasia in scene dove i personaggi non parlano;

Il ridoppiaggio è stato poi utilizzato per le successive trasmissioni TV e per l'uscita in DVD.

### Edizioni home video
L'edizione VHS del film fu prodotta da Dynamic Italia e distribuita da Terminal Video Italia nel 1999. La VHS conteneva il film con il primo doppiaggio.
L'edizione DVD fu prodotta da Dynit, nuova incarnazione della Dynamic Italia. Il 2 settembre 2006 fu distribuita in edicola da De Agostini, mentre la distribuzione sul mercato avvenne il 6 giugno 2007 a opera della Terminal Video Italia. Mentre il master video è un semplice riversamento dalla precedente VHS, l'audio è disponibile in italiano in Dolby Digital 5.1 e in giapponese in 2.0. Poiché la versione italiana del film fu concessa da RTI, il DVD contiene esclusivamente il ridoppiaggio. Sono inclusi inoltre i sottotitoli in italiano e, come extra, landscapes e schede sui personaggi.